# Третья часть ночи
«Третья часть ночи» (пол. Trzecia część nocy) — польский военный фильм, драма 1971 года, полнометражный дебют режиссёра Анджея Жулавского.

## Сюжет
Действие фильма происходит в оккупированной немцами Польше во время Второй мировой войны. Главный герой — молодой человек по имени Михал (Лешек Телешиньский). После того, как гитлеровцы убивают его мать, жену Хелену (Малгожата Браунек) и сына, он решает вступить в ряды сопротивления. На первом же задании Михал попадает в ловушку. Раненый, он пытается скрыться от погони в многоквартирном доме, и гестаповцы арестовывают вместо него одетого в похожий плащ жильца одной из квартир. У беременной жены арестованного Марты (её тоже играет Малгожата Браунек) начинаются роды, Михал оказывает необходимую помощь и замечает, что она очень похожа на его покойную жену.
По стечению обстоятельств Марта находит приют в монастыре, в той же самой комнате, в которой монахиня Клара, сестра Михала, когда-то прятала его. Михал понимает, что получил второй шанс в жизни, вторую семью и вспоминает, как знакомство с Хеленой тоже началось с подобной жертвы. Первый муж Хелены, Ян (Ян Новицкий), не выдержав измены, пошёл на фактически самоубийственный поступок, разорвав документы и сдавшись немцам во время облавы. Для того, чтобы прокормить Марту и ребёнка, Михал снова устраивается на работу в научно-исследовательский институт, где ведётся разработка и производство вакцины от тифа. Работа Михала заключается в том, чтобы кормить собственной кровью вшей, являющихся переносчиками тифа и необходимых для производства вакцины. В качестве оплаты сотрудники института получают продуктовые карточки и самое главное — документ, защищающий их от депортации и практически неминуемой смерти в лагере.

## В ролях
| Актёр              | Роль                             |
| ------------------ | -------------------------------- |
| Лешек Телешиньский | Михал                            |
| Малгожата Браунек  | Хелена / Марта                   |
| Ян Новицкий        | Ян, первый муж Хелены            |
| Ежи Голиньский     | отец Михала                      |
| Анна Милевская     | монахиня Клара, сестра Михала    |
| Михал Грудзинский  | отец Михала                      |
| Марек Вальчевский  | Мариан, кормилец вши             |
| Ханна Станкувна    | работница института              |
| Алиция Яхевич      | официантка                       |
| Лешек Длугош       | слепой, руководитель организации |
| Гражина Барщевская | лаборантка в институте           |
| Тадеуш Хук         | подопытный кормилец вшей         |
| Ежи Штур           | лаборант в институте             |

## Критика
Несоответствие «Третьей части ночи» общепринятым идеологическим канонам вызвало недовольство партийного руководства, и, как следствие, появление серии негативных статей в прессе. Фильм критиковали за искажение истории: не была показана роль рабочего класса и ППР в борьбе против нацистской оккупации, почти все действующие лица относятся к интеллигенции, ячейку подполья возглавляет слепой поэт. Режиссёра обвиняли в использовании чрезмерной натуралистичности (сцена родов) и даже порнографии. Но у зрителей фильм пользовался большой популярностью — очередь за билетами приходилось занимать с шести часов утра.
Польский кинокритик Александр Ледочовский в посвященной фильму статье «Время потерь, время искупления» пишет:

«…Если этот фильм можно с чем-либо сравнить, то только с внезапно зажжённым посреди мёртвого и однообразного пейзажа фонарём...Не подлежит сомнению, что «Третья часть ночи» Жулавского является первоклассной картиной, с которой считались и будут считаться...Самое главное — мы получили фильм, который представляет собой выражение польского образа мышления, понимания и реагирования».
Оригинальный текст (пол.)...Jeśli ten film można do czegoś porównać, to tylko do nagle zapalonej olbrzymiej latarni w martwym i monotonnym krajobrazie...Nie ulega wątpliwości, że Trzecia część nocy Żuławskiego jest pozycją pierwszej wielkości, filmem, który się liczy i będzie liczyć...Najważniejsze jest jednak to, że otrzymaliśmy film, który jest wyrazem polskiego sposobu myślenia, pojmowania i reagowania.

## Награды и номинации
- 1971 — Приз им. Анджея Мунка (Анджей Жулавский).
- 1973 — Кошалинский фестиваль дебютного кино, приз за оригинальность представления военной тематики и создание суггестивного визуального образа.